# 浅野正紀
浅野 正紀（あさの まさのり、1971年6月10日 - ）は、NHKの管理職、シニアアナウンサー。

## 人物
岐阜県揖斐川町出身。岐阜県立大垣南高等学校、静岡県立大学国際関係学部卒業後、1994年入局。好きな食べ物は赤みそ料理。
入局時より中部地方の放送局に勤務している。

## 担当番組・業務
☆は担当中。
静岡放送局時代
- 静岡県のニュース・中継・リポート
- おはよう静岡
- 生活ほっとモーニング（リポーター）

岐阜放送局時代（1度目）
- 岐阜県のニュース・中継・リポート

名古屋放送局時代（1度目）
- 北陸東海文学紀行（2006年2月18日、ラジオ第1放送）
- 名古屋発ラジオ深夜便（2007年6月29日）
- おはよう東海（2006年4月 - 2007年7月）
- 東海北陸のニュース

長野放送局時代
- 長野県のニュース・中継・リポート
- イブニング信州（不定期・森田洋平のキャスター代行など）

岐阜放送局時代（2度目）
- 2011年3月の東北地方太平洋沖地震では、福島放送局に応援で派遣され、災害情報を中心にローカルニュースを担当した。
- ほっとイブニングぎふ（キャスター）
- 岐阜放送局制作番組の編責

名古屋放送局時代（2度目）　
- 東海3県・東海北陸のニュース
- 夕刊 ゴジらじ（ニュース担当）
- おはよう静岡（2016年6月20日 - 2016年6月24日・応援要員）
- ほっとイブニング（不定期・池田達郎のキャスター代行など）
- 石川県のニュース（2018年10月・応援要員）
- 福井県のニュース（2018年11月・応援要員）

岐阜放送局時代（3度目）
- まるっと!ぎふ（編集責任者・瀬戸光・浅野達朗のキャスター代行）
- 放送部副部長
- 岐阜局制作番組の編責

名古屋放送局時代（3度目）
- 視聴者リレーションセンター管理業務
- 東海ピックアップ（視聴者リレーションセンター時代に不定期出演）
- ☆コンテンツセンターアナウンスグループ統括・部長級
- ☆名古屋局制作番組の編責
- ☆東海3県・東海北陸のニュース（不定期）
- ☆ニュース845東海（宿直勤務時・不定期）

## 同期のアナウンサー
中野純一・金子哲也・三上弥・鹿島綾乃・高橋美鈴・田中朋樹・小田切千・坂梨哲士・石井麻由子・石井哲也・三橋大樹・北村紀一郎・阪本篤志・伊藤源太・泉浩司・斎藤政直・昼間敬仁・山岡裕明・山下清貴・高木康博